# 聖マリアの無原罪教育宣教修道会
聖マリアの無原罪教育宣教修道会（せいマリアのむげんざいきょういくせんきょうしゅうどうかい、スペイン語: Concepcionistas Misioneras de Enseñanza）は、1892年に聖カルメン・サジェスによってスペインのブルゴスにて創立されたカトリック教会の女子修道会。
- アウグスティヌスの戒律を守って生活し、福音的勧告と無原罪の聖母マリアの霊性に従って生活し、女子教育に献身する、とされている。
- 本部はスペイン・マドリード。
- 日本には1953年8月19日、3人の会員が来日。
- 現在、アジア管区には名古屋市に管区本部修道院と幼稚園・岐阜市に修道院と中学校・高等学校・神戸市に修道院、韓国・ソウルに修練院・学生寮・幼稚園・保育所、フィリピンに修道院と志願院・修練院・小学校・学生寮を持つ。

## 関連サイト
- 修道会ホームページ
- 聖マリア幼稚園
- 聖マリア女学院中学校・高等学校